# Співвідношення система права та система законодавства
Співвідношення системи права та системи законодавства
Система права — це внутрішня система права, яка включає в себе норми права, інститути права, галузі права та забезпечує їх повну взаємодію. За допомогою цих правових засобів держава здійснює регулювання суспільних відносин.
Система законодавства — це упорядкований і погоджений комплекс нормативно-правових приписів, які містяться в законах і розподілені залежно від предмета і методу правового регулювання по інститутах та галузях законодавства.

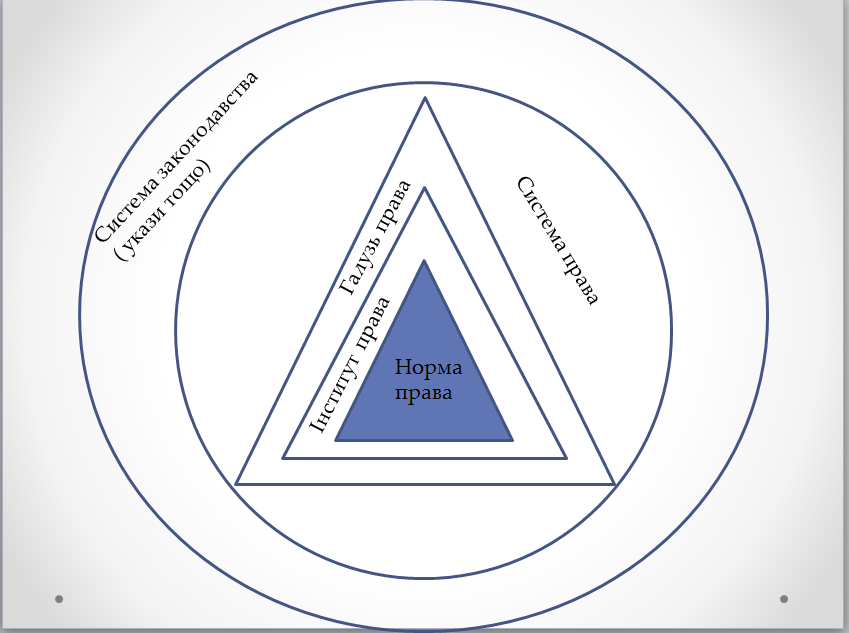
Схема

Ці дві окремі категорії є проявом права, його внутрішнього та зовнішнього існування, саме тому з'ясування їх співвідношення має важливе теоретичне та практичне значення. Звичайно, варто зазначити, що система законодавства та система права є різними за своєю природою категоріями. Право - це інформаційно-керівна система, а законодавство - система, призначенням якої є збереження правової інформації та оптимізація її використання.
Відмінність системи права та системи законодавства полягає в наступному:
| Система права                                                                                    | Система законодавства |
| ------------------------------------------------------------------------------------------------ | --- |
| Відображає внутрішню побудову права                                                              | Відображає зовнішню побудову права                                                                                           |
| Сукупність норм права                                                                            | Нормативно-правові акти об'єднані по галузях законодавства, які безпосередньо поділяються на інститути законодавства         |
| Динамічна система                                                                                | Статична система |
| Формується відповідно до існуючих суспільних відносин                                            | Виникає в результаті цілеспрямованої діяльності уповноважених суб'єктів (Парламент, народ тощо)                              |
| Має виключно горизонтальну (галузеву) побудову                                                   | Має горизонтальну та вертикальну побудову                                                                                    |
| Первинним елементом є норма права, що завжди має чітку структуру (диспозиція, гіпотеза, санкція) | Первинним елементом є стаття нормативно-правового акта, котра не має чіткої структури                                        |
| Структурні елементи (норми права) не мають назв статей, глав, розділів тощо.                     | Структурні елементи (нормативно-правові акти) завжди мають назви розділів,глав, статей тощо.                                 |
| Складається з галузей права, що мають свій предмет і метод правового регулювання                 | Складається з галузей законодавства, відсутній метод правового регулювання, а предмет правового регулювання не завжди чіткий |
| Включає в себе не тільки закони, але й правові звичаї, юридичні прецеденти, нормативні договори  | Включає норми права, виражені в нормативних приписах законодавчих актів, що укладені в статті нормативного акта              |

Слід зазначити, що формами права є не лише законодавчі акти і ратифіковані міжнародні договори, але й інші нормативно-правові акти держави (підзаконні акти): президента, уряду, органів місцевого самоврядування, підприємств, організацій, установ. Звичайно є ще й інші форми вираження права, а саме  правовий (судовий і адміністративний) прецедент, правовий звичай, нормативно-правовий договір (поза законодавчим правом). Поза формами права знаходяться такі категорії як природні права людини, правовідносини, правосвідомість, що не може залишитись без уваги. Система права є більш широкою та гнучкою до суспільних обставин ніж система законодавства. Система права дозволяє використання декількох методів правового регулювання одночасно, якщо того потребує суспільство. Система законодавства відображає властивість специфіки форми права, на відміну від системи права, що характеризує зміст права.  
Отже, система права має більш широку форму вираження, що дозволяє швидко реагувати на проблеми соціуму.